# Edgard Tijtgat
Professor doctor Edgard Lucien Tijtgat (Gent, 14 januari 1882 – 21 mei 1951) was een hoogleraar chirurgie aan de Universiteit van Gent.

## Biografie
Zijn middelbare studiën deed hij op het Sint-Barbaracollege te Gent. Hij studeerde aan de Rijksuniversiteit te Gent, waar hij in juli 1904 promoveerde tot doctor in de genees-, heel-, en verloskunde met de grootste onderscheiding. Hij voelde zich al vroeg aangetrokken tot de chirurgie. De chirurgie verrichtte toen haar eerste wonderen, dankzij de toepassing van aseptische methodes. Als jonge arts bezocht hij vermaarde heelkundige centra in het buitenland. Hij verbleef enkele maanden te Heidelberg en te Berlijn. Hij was een tijdlang buitenlands assistent van professor Tuffier te Parijs. Wanneer hij in Gent terugkomt in 1905, wordt hij assistent bij de Heelkundige Kliniek en Polikliniek onder de leiding van de professoren Van Imschoot en De Cock. Hij vervult dit ambt tot en met 1912. Hij publiceerde belangrijke artikelen in deze periode, dankzij klinische waarnemingen en experimenteel onderzoek uitgevoerd in het laboratorium van professor C.J.F. Heymans. In 1912 behaalt hij de titel speciale Doctor in de Heelkunde met een zeer gedocumenteerd en origineel proefschrift over het longemfyseem. Het jaar daarna wordt hij benoemd tot speciaal geaggregeerde bij de Rijksuniversiteit. In 1912 vestigt hij zich als particulier chirurg te Gent. Ook al heeft hij het druk met toenemende cliënteel, vindt hij tijd om zijn wetenschappelijke studies door te voeren. Hij blijft publiceren en is lid van verscheidene geneeskundige verenigingen. Hij verschijnt in de "Vlaamsche Natuur- en Wetenschappelijke Congressen" herhaalde malen op het podium om te spreken.
In 1925 wordt hij benoemd tot docent in de Algemene en Speciale Heelkundige Ziekteleer. Hij volgt professor Fritz De Beule op, die naar de Chirurgische Kliniek overgaat.
Op 28 februari 1932 wordt hij buitengewoon hoogleraar en op 17 februari 1937 tot gewoon hoogleraar benoemd. Hij was Deken van de Geneeskundige Faculteit gedurende het academisch jaar 1934-1935. Tijtgat was actief lid van onder meer Société Belge de Chirurgie waar hij als voorzitter wordt verkozen in 1929. Daarnaast is hij drie jaar voorzitter geweest van de Société Royale de Médecine de Gand. Op 25 januari 1941 wordt hij in de Académie royale de médecine de Belgique briefwisselend lid en in 1948 titelvoerend lid.
Hij was officier in de Leopoldsorde (de belangrijkste en hoogste Belgische onderscheiding) en in de Kroonorde.
Na een kortstondige ziekte overleed Tijtgat op 21 mei 1951 op 69 jarige leeftijd.

## Publicaties
Zijn gepubliceerde leergang is tot heden een nuttig handboek geweest voor vele afgestudeerden, en behoort tot een van de allereerste standaardwerken over de heelkundige in de Nederlandse taal. Benoembaar zijn zijn congresverslagen over de maligne tumoren van het beenderstelsel en over de pathologie van slagaders, zijn studies over lumbale anesthesie, over de late resultaten van borstkanker-chirurgie en over de behandelingen van galwegenziekten. Hij behoort tot de eerste voorstanders van vroegtijdige operatie in gevallen van acute cholecystitis en heeft hierin baanbrekend gepubliceerd. In 1931 publiceerde hij hierover en ontmoette ernstige tegenspraak; na aanzienlijke evaluatie hebben de meeste opponenten zijn standpunt aanvaard. Hij was een geneesheer die zich bewust was van de hoogheid van zijn roeping. Bovendien was hij een verfijnde kunstminnaar, die een bewonderenswaardige verzameling van moderne schilderijen bezat, en ten slotte een cultuurmens met een enorme belezenheid en een omvangrijke eruditie op vooral het gebied van de geschiedenis van de geneeskunde.
- Bibliothèque nationale de France: cb104887293 (data)
- Gemeinsame Normdatei: 1137632445
- Nationale Bibliotheek van Tsjechië: nlk20000090128
- Virtual International Authority File: 84809794